# Bad Aibling
Bad Aibling (baw. Oabling) – miasto uzdrowiskowe w Niemczech, w kraju związkowym Bawaria, w rejencji Górna Bawaria, w regionie Südostoberbayern, w powiecie Rosenheim. Leży około 25 km na północny zachód od Rosenheim, nad rzeką Mangfall, przy linii kolejowej Holzkirchen – Rosenheim.

## Dzielnice
Abel, Adlfurt, Bad Aibling Mitte, Berbling, Ellmosen, Fachendorf, Gröben, Harthausen, Haslach, Heimathsberg, Heinrichsdorf, Holzhausen, Köckbrunn, Mainz, Markfeld, Mietraching, Mitterham, Moos, Natternberg, Thalacker, Thürham, Unterheufeld, Weg, Westen, Westerham, Willing, Willingerau, Zell.

## Demografia
| - 1840: 2597 - 1871: 3479 - 1900: 5181 - 1925: 6218 - 1939: 7764 - 1950: 10 908 - 1960: 10 268 | - 1970: 11 066 - 1980: 11 821 - 1987: 12 583 - 1990: 14 163 - 2000: 16 437 - 2004: 17 645 - 2005: 17 718 |

### Struktura wiekowa
Dane o ludności z 31 grudnia 2008:
| Opis                                | Ogółem | Ogółem | Kobiety | Kobiety | Mężczyźni | Mężczyźni |
| ----------------------------------- | ------ | ------ | ------- | ------- | --------- | --------- |
| Jednostka                           | osób   | %      | osób    | %       | osób      | %         |
| Populacja                           | 18 052 | 100    | 9462    | 52,42   | 8590      | 47,58     |
| Wiek przedprodukcyjny (0–17 lat)    | 3266   | 18,09  | 1613    | 8,94    | 1653      | 9,16      |
| Wiek produkcyjny (18–65 lat)        | 11 066 | 61,3   | 5594    | 30,99   | 5472      | 30,31     |
| Wiek poprodukcyjny (powyżej 65 lat) | 3720   | 20,61  | 2255    | 12,49   | 1465      | 8,12      |

## Polityka
Burmistrzem miasta jest Felix Schwaller z CSU, rada miasta składa się z 24 osób.
|      | CSU | SPD | Zieloni/GOL | ÜWG/FW | Razem |
| 2008 | 10  | 6   | 3           | 5      | 24    |
| 2002 | 13  | 4   | 3           | 4      | 24    |

### Współpraca
Miejscowość partnerska:
- Cavaion Veronese, Włochy od 2006